# Ebenhof (Gemeinde Edlitz)
Ebenhof ist eine Rotte in der Marktgemeinde Edlitz im Bezirk Neunkirchen in Niederösterreich.
Die Rotte befindet sich südlich der Ebenhofer Höhe (862 m ü. A.) auf einem Ausläufer an der südöstlichen Gemeindegrenze zu Thomasberg und ist nur über Nebenstraßen erreichbar.
Laut Adressbuch von Österreich waren im Jahr 1938 in Ebenhof zwei Landwirte mit Ab-Hof-Verkauf ansässig.